# Dőry család

A jobaházi Dőry család köznemesi címere

A jobaházi Dőry család bárói címere

A jobaházi nemes, báró és gróf Dőry család egy XIV. századi, dunántúli eredetű, magyar nemesi család.

## Története
A családból egy bizonyos Jakab kapta a nemességet 1360-ban Nagy Lajostól. A XV. századtól kezdve viselik a Dőry nevet és a jobaházi előnevet a Rábaközben fekvő Dör és Jobaháza községekben fekvő birtokaik után. A család egyik ága a XVII. században Gömör és Borsod vármegyékbe költözött át, majd ebből az ágból előbb 1741-ben, majd 1759-ben kaptak bárói címet. Tolna vármegye területére is elszakadtak a Dőryek, ez az ág József személyében 1816-ban kapott bárói címet. 1766-ban kapta grófi rangját a család Ferenc személyében, de unokáival kihalt ez a rövid életű grófi ág. Az egyik legkiemelkedőbb családtag Lajos tábornok volt. Tolnában vármegyei hivatalt viselt, kiváló hadi érdemeit követően pedig vezérőrnagyi rangban nyugalmazták 1886-ban.
Mikszáth Kálmán Különös házasság című antiklerikális regényében e Dőry család tagjait szerepelteti, de a valóságos házasság és későbbi pereskedés valós eseményeit teljesen megmásítva. A regénybeli báró Dőry István és leánya, Dőry Mária mintaadója a girincsi kastély ura, gróf Dőry Gábor és leánya, Dőry Katalin. Dőry Katalin házassága gróf Buttler Jánossal a valóságban önkéntes volt, csak később romlott meg, a házastársak későbbi több évtizedes pereskedése során Buttler ügyvédei koholták a házasságra kényszerítés vádját. A regény és a valóság összevetését a család leszármazottja, Dőry Ferenc, az Országos Levéltár igazgatója 1931-es könyvében végezte el eredeti dokumentumok alapján.
Dőry Ádám (1716–1798), királyi tanácsos, Tolna vármegye alispánja, földbirtokos feleségül vette petőházai Zeke Borbála (1721–1759) kisasszonyt, akinek a szülei petőházi Zeke József, földbirtokos és a vizeki Tallián családból való vizeki Tallián Katalin voltak. Zeke Józsefné Tallián Katalinnak a szülei vizeki Tallián Ádám, aki 1717 és 1719 között Zala vármegye alispánja, a királyi tanácsos, valamint eörményesi Fiáth Borbála voltak. Zeke Józsefné Tallián Katalinnak az apai nagyszülei vizeki Tallián Gergely (fl. 1662–1678), soproni harmincados és az ősrégi előkelő osztopáni Perneszy családból való osztopáni Perneszy Anna Julianna (fl. 1657–1715) voltak. Dőry Ádám és Zeke Borbála frigyéből számos gyermek született; az egyik lányuk jobaházi Dőry Rozália (1748–1820), akinek a férje 1768. május 6-án Zombán lett bonyhádi Perczel Gábor (1736–1785), a völgységi járás főszolgabírója, földbirtokos.

## Címer
Kempelen Béla címerleírását követve: Czímer: kékkel és vörössel hasitott paizsban hármas zöld halmon kétfarku oroszlán jobbjában kardot, baljában rózsacsokrot tart; sisakdisz: az oroszlán növekvő alakban; takarók: kék-arany, vörös-ezüst.

## A család kiemelkedő tagjai
- Dőry Etelka (1861–1944) a Dőry Konzervgyár alapítója.
- Dőry Ferenc (1875–1960) történetíró, országos levéltári főigazgató.
- Báró Dőry Gábor (1803–1871), valóságos belső titkos tanácsos, császári és királyi kamarás, a székesfehérvári kerületi főispán, Tolna vármegye főispánja.
- Dőry Hugó (1878–1943) politikus, nagybirtokos, mezőgazdász.
- Dőry Jenő (1881–1934) paksi főszolgabíró, nagybirtokos, a Dőry Konzervgyár igazgatója, országos galamblövész bajnok.
- Dőry Lajos (1904–1977) mezőgazdász, egyetemi tanár.
- Dőry Pál (1853–1926) birtokos, Békés vármegye főispánja.
- Dőry Teréz (1741–1788) nemesasszony, báró Andrássy István felesége.